# Kingston (New Jersey)
Kingston – jednostka osadnicza  w hrabstwie Middlesex w stanie New Jersey w USA. Kingston należy do konglomeracji South Brunswick Township. Zagęszczenie ludności wynosi 540/km.
- Liczba ludności (2000) - ok. 1,3 tys.
- Powierzchnia – 6,025 km², z czego 5,796 km² to powierzchnia lądowa, a 0,229 km² wodna
- Położenie - 40°22'22" N  i 74°36'46" W